# Praga-Północ
Praga-Północ (Praga-Nord) est un arrondissement du centre de Varsovie. Praga est l'un des plus anciens quartiers de Varsovie ; sa zone a été ajoutée à la ville à la fin du XVIIIe siècle. En 1945, il a été divisé en Praga-Północ et Praga-Południe. C'est le 11e arrondissement le plus peuplé de la capitale polonaise et l'un des plus dense ; il se trouve sur la rive orientale de la Vistule.
La superficie de l'arrondissement est de 11,42 km2, et sa population est de 60 211 habitants (au 1er janvier 2023).

## Quartiers
L'arrondissement de Praga-Nord est divisé en 4 quartiers:
- Pelcowizna
- Nowa Praga
- Stara Praga
- Szmulowizna

## Sites
- Plac Józefa Hallera (Varsovie)
- Plac Wileński (Varsovie)
- Cimetière du choléra de Varsovie

## Transports en commun
Dans cet arrondissement, se trouvent 3 stations de la Ligne 2 du métro de Varsovie.
- (Stadion Narodowy, Dworzec Wileński et Szwedzka).